# Németország repülőtereinek listája
Ez a lista Németország jelenlegi és egykori repülőtereit sorolja fel. A lista nem teljes.

## A lista
| Név                                 | Közigazgatási egység                                             | Kép | IATA | ICAO      | Megnyitás  | Bezárás    | Koordináta                                                 |
| ----------------------------------- | ---------------------------------------------------------------- | --- | ---- | --------- | ---------- | ---------- | ---------------------------------------------------------- |
| Berlin-Brandenburg repülőtér        | Schönefeld                                                       |     | BER  | EDDB      | 2020-10-31 |            | é. sz. 52,362247°, k. h. 13,500672°52.362247°N 13.500672°E |
| Berlin-Schönefeld repülőtér         | Schönefeld                                                       |     | SXF  | EDDB ETBS | 1946       | 2020-10-25 | é. sz. 52,378611°, k. h. 13,520556°52.378611°N 13.520556°E |
| Berlin-Tegel repülőtér              | Reinickendorf                                                    |     | TXL  | EDDT EDBT | 1939       | 2020-11-08 | é. sz. 52,559722°, k. h. 13,287778°52.559722°N 13.287778°E |
| Berlin-Tempelhof repülőtér          | Neukölln Tempelhof–Schöneberg                                    |     | THF  | EDDI      | 1923-10-08 |            | é. sz. 52,473611°, k. h. 13,401667°52.473611°N 13.401667°E |
| Braunschweig-Wolfsburgi repülőtér   | Braunschweig                                                     |     | BWE  | EDVE      | 1936       |            | é. sz. 52,319361°, k. h. 10,558889°52.319361°N 10.558889°E |
| Brémai repülőtér                    | Neustadt Stuhr                                                   |     | BRE  | EDDW      | 1913       |            | é. sz. 53,047400°, k. h. 8,786747°53.047400°N 8.786747°E   |
| Dortmundi repülőtér                 | Brackel kerület                                                  |     | DTM  | EDLW      | 1960       |            | é. sz. 51,518314°, k. h. 7,612242°51.518314°N 7.612242°E   |
| Drezdai repülőtér                   | Klotzsche                                                        |     | DRS  | EDDC ETDN | 1935-07-11 |            | é. sz. 51,134344°, k. h. 13,768000°51.134344°N 13.768000°E |
| Düsseldorfi repülőtér               | Lohausen                                                         |     | DUS  | EDDL      | 1927       |            | é. sz. 51,280925°, k. h. 6,757311°51.280925°N 6.757311°E   |
| Erfurt-Weimari repülőtér            | Erfurt                                                           |     | ERF  | EDDE      | 1935       |            | é. sz. 50,979811°, k. h. 10,958106°50.979811°N 10.958106°E |
| Frankfurt-Hahn repülőtér            | Rhein-Hunsrück járás                                             |     | HHN  | EDFH      | 1993       |            | é. sz. 49,945819°, k. h. 7,261078°49.945819°N 7.261078°E   |
| Frankfurti repülőtér                | Frankfurt-Süd Kelsterbach Mörfelden-Walldorf Rüsselsheim am Main |     | FRA  | EDDF      | 1936-07-08 |            | é. sz. 50,033306°, k. h. 8,570456°50.033306°N 8.570456°E   |
| Friedrichshafeni repülőtér          | Friedrichshafen                                                  |     | FDH  | EDNY      | 1913       |            | é. sz. 47,671317°, k. h. 9,511486°47.671317°N 9.511486°E   |
| Hamburgi repülőtér                  | Norderstedt Hamburg-Nord                                         |     | HAM  | EDDH      | 1912-01    |            | é. sz. 53,630389°, k. h. 9,988228°53.630389°N 9.988228°E   |
| Hannoveri repülőtér                 | Langenhagen                                                      |     | HAJ  | EDDV      | 1952       |            | é. sz. 52,460214°, k. h. 9,683522°52.460214°N 9.683522°E   |
| Heringsdorfi repülőtér              | Zirchow                                                          |     | HDF  | EDAH      | 1925       |            | é. sz. 53,878706°, k. h. 14,152347°53.878706°N 14.152347°E |
| Karlsruhe/Baden-Baden repülőtér     | Rheinmünster                                                     |     | FKB  | EDSB      | 1996       |            | é. sz. 48,779353°, k. h. 8,080500°48.779353°N 8.080500°E   |
| Kasseli repülőtér                   | Calden Grebenstein                                               |     | KSF  | EDVK      | 2013-04-04 |            | é. sz. 51,420792°, k. h. 9,392158°51.420792°N 9.392158°E   |
| Köln–Bonn repülőtér                 | Köln                                                             |     | CGN  | EDDK      | 1938       |            | é. sz. 50,865917°, k. h. 7,142744°50.865917°N 7.142744°E   |
| Lipcse/Halle repülőtér              | Schkeuditz                                                       |     | LEJ  | EDDP      | 1927       |            | é. sz. 51,423992°, k. h. 12,236383°51.423992°N 12.236383°E |
| Lübecki repülőtér                   | Lübeck                                                           |     | LBC  | EDHL      | 1917       |            | é. sz. 53,805367°, k. h. 10,719222°53.805367°N 10.719222°E |
| Magdeburg-Cochstedti repülőtér      | Hecklingen                                                       |     | CSO  | EDBC      | 1957       |            | é. sz. 51,856°, k. h. 11,418°51.856000°N 11.418000°E       |
| Memmingeni repülőtér                | Memmingerberg                                                    |     | FMM  | EDJA      | 1936       |            | é. sz. 47,988822°, k. h. 10,239483°47.988822°N 10.239483°E |
| München-Riem repülőtér              | München                                                          |     | MUC  | EDDM      |            |            | é. sz. 48,137778°, k. h. 11,690278°48.137778°N 11.690278°E |
| Müncheni repülőtér                  | Hallbergmoos Oberding Freising Marzling                          |     | MUC  | EDDM      | 1992-05-17 |            | é. sz. 48,353783°, k. h. 11,786086°48.353783°N 11.786086°E |
| Münster/Osnabrück repülőtér         | Greven                                                           |     | FMO  | EDDG      | 1972       |            | é. sz. 52,134642°, k. h. 7,684831°52.134642°N 7.684831°E   |
| Neubrandenburgi repülőtér           | Trollenhagen Neverin                                             |     | FNB  | EDBN      | 1934       |            | é. sz. 53,602236°, k. h. 13,306081°53.602236°N 13.306081°E |
| Niederrhein repülőtér               | Weeze                                                            |     | NRN  | EDLV      | 2003-05-01 |            | é. sz. 51,602414°, k. h. 6,142172°51.602414°N 6.142172°E   |
| Nürnberg-Fürth Üzemi Repülőtér      | Fürth                                                            |     |      |           |            | 1955-04-06 | é. sz. 49,481667°, k. h. 10,953333°49.481667°N 10.953333°E |
| Nürnbergi repülőtér                 | Nürnberg                                                         |     | NUE  | EDDN      | 1955       |            | é. sz. 49,498700°, k. h. 11,078008°49.498700°N 11.078008°E |
| Paderborn/Lippstadt repülőtér       | Büren                                                            |     | PAD  | EDLP      | 1971-09-10 |            | é. sz. 51,614089°, k. h. 8,616317°51.614089°N 8.616317°E   |
| Rostock–Laagei repülőtér            | Laage                                                            |     | RLG  | ETNL      | 1992       |            | é. sz. 53,918085°, k. h. 12,279288°53.918085°N 12.279288°E |
| Saarbrückeni repülőtér              | Saarbrücken                                                      |     | SCN  | EDDR      | 1964       |            | é. sz. 49,214553°, k. h. 7,109508°49.214553°N 7.109508°E   |
| Schwerin-Parchimi repülőtér         | Parchim                                                          |     | SZW  | EDOP      | 1992       |            | é. sz. 53,426944°, k. h. 11,783333°53.426944°N 11.783333°E |
| Siegerlandi repülőtér               | Burbach                                                          |     | SGE  | EDGS      | 1967       |            | é. sz. 50,707103°, k. h. 8,082969°50.707103°N 8.082969°E   |
| Stralsund-Barthi repülőtér          | Barth Divitz-Spoldershagen                                       |     | BBH  | EDBH      | 1936       |            | é. sz. 54,338175°, k. h. 12,710106°54.338175°N 12.710106°E |
| Stuttgarti repülőtér                | Filderstadt                                                      |     | STR  | EDDS      | 1939       |            | é. sz. 48,689878°, k. h. 9,221964°48.689878°N 9.221964°E   |
| Sylti repülőtér                     | Sylt                                                             |     | GWT  | EDXW      | 1918       |            | é. sz. 54,911636°, k. h. 8,342386°54.911636°N 8.342386°E   |
| Tengeri repülőtér Cuxhaven/Nordholz | Wurster Nordseeküste                                             |     | FCN  | ETMN      |            |            | é. sz. 53,767617°, k. h. 8,658520°53.767617°N 8.658520°E   |